# 9 Dywizja Flak
9 Dywizja Flak (niem. 9. Flak-Division) – niemiecka dywizja artylerii przeciwlotniczej z okresu II wojny światowej.

## Historia
Jednostkę utworzono w lipcu 1940 r.  jako 9. Luftverteidigungskommando (9 Dowództwo Obrony Powietrznej) w okolicach Caen i Amiens. 1 września 1941 zmieniono jej nazwę na 9. Flak-Division. Dywizja początkowo zapewniała obronę przeciwlotniczą Belgii i północnej Francji. Na początku 1942 r. została zmotoryzowana, przydzielona do Grupy Armii Południe i skierowana na front wschodni. W listopadzie 1942 r. została okrążona w kotle stalingradzkim i w styczniu następnego roku dostała się do niewoli sowieckiej.
Dywizję odtworzono 7 lutego 1943 r. w Sewastopolu na Krymie, gdzie została rozbita w kwietniu i maju 1944 przez Sowietów. Kolejny raz dywizję odtworzono we Wrocławiu latem 1944 r. Została przerzucona na front zachodni w rejon Saarbrücken, Neunkirchen i Kaiserslautern. Walczyła wspierając  1 Armię na Linii Zygfryda. Szlak bojowy zakończyła w Bawarii poddając się wojskom amerykańskim.

## Skład bojowy dywizji
pod Stalingradem 1942/1943
- 37 pułk Flak (Flak-Regiment 37)
- 91 pułk Flak (Flak-Regiment 91)
- 104 pułk Flak (Flak-Regiment 104)
- 129 batalion łączności Flak (Luftnachrichten-Abteilung 129)
- 9 dywizyjny pułk zaopatrzeniowy Flak

na Krymie 1943/1944
- 27 pułk Flak (Flak-Regiment 27)
- 42 pułk Flak (Flak-Regiment 42)
- 77 pułk Flak (Flak-Regiment 77)
- 129 batalion łączności Flak (Luftnachrichten-Abteilung 129)
- trzy bataliony reflektorów przeciwlotniczych

1944
- 27 pułk Flak (Flak-Regiment 27)
- 42 pułk Flak (Flak-Regiment 42)
- 77 pułk Flak (Flak-Regiment 77)
- 169 batalion łączności Flak (Luftnachrichten-Abteilung 169)
- 200 pułk Flak (przeciwlotniczych karabinów maszynowych) (Flak-MG-Regiment 200}
- trzy bataliony transportowe Flak (Flak-Transport-Batterie 125/IV, 3/VI, 92/VI i 72/XI)

## Dowódcy dywizji
- Generalmajor Gerhard Hoffmann od 24 czerwca 1940;
- Generalleutnant Otto-Wilhelm von Renz od 17 marca 1941;
- Generalleutnant Wolfgang Pickert od 25 czerwca 1942;
- Oberst Wilhelm Wolff od 13 stycznia 1943;
- Generalleutnant Richard Haizmann od stycznia 1943 do kapitulacji pod Stalingradem;
- Generalleutnant Wolfgang Pickert od 7 lutego 1943;
- Oberst Wilhelm van Koolwijk od 27 maja 1943;
- Generalleutnant Adolf Pirmann od 23 czerwca 1944 do końca